# Port lotniczy Cchinwali Południe
Port lotniczy Chinwali Południe – nieczynny port lotniczy zlokalizowany w miejscowości Cchinwali (Osetia Południowa).